# Gloria Wekker
Gloria Daisy Wekker (13 de junio de 1950) es una educadora y escritora neerlandesa afrosurinamesa, especializada en los estudios de género y la sexualidad en la región y en la diáspora afrocaribeña. Fue la ganadora del Premio Ruth Benedict de la Asociación Americana de Antropología en 2007. 

## Biografía
Gloria Wekker nació en 1950 en Paramaribo, Surinam. Se trasladó a Ámsterdam en la década de 1970 donde se inició en el activismo en el Movimiento de Mujeres Afroeuropeas. Wekker obtuvo una maestría en antropología cultural  de la Universidad de Ámsterdam en 1981 y comenzó su carrera trabajando en varias agencias gubernamentales en Ámsterdam, como el Ministry of Health, Welfare and Culture on Ethnic Minorities' Affairs and the Ministry of Social Affairs and Employment.
En 1984, se convirtió en miembro fundador de Sister Outsider, un círculo literario con sede en Ámsterdam para mujeres negras lesbianas que lleva el nombre del libro de Audre Lorde. En 1987, trabajó como Asociada de Políticas en la Oficina de Coordinación de Asuntos de Minorías Étnicas. 
En 1992, Wekker se doctoró en la Universidad de California, Los Ángeles, con una tesis sobre la sexualidad y la subjetividad de las mujeres afro-surinamesas. En 2001, fue nombrada profesora del Departamento de Estudios de la Mujer de la Universidad de Utrecht. Su trabajo se centra en las intersecciones del colonialismo, el racismo, el privilegio de los blancos, la teoría feminista, la teoría de las lesbianas y las mujeres en el Caribe. Su trabajo le ha valido el título de " Angela Davis de Holanda" ya que ha obligado a los holandeses a examinar sus supuestos estereotipos y actitudes arraigadas hacia el racismo y el patriarcado. Ha liderado el debate que cuestionó la naturaleza racista de imágenes tan icónicas en la tradición holandesa como los ayudantes de Sinterklaas (Papá Noel) como los golliwogs de cara negra conocidos como Zwarte Piet (Black Pete), así como las imágenes de qué constituye belleza.
Wekker fue nominada en 2004 para el "Triomfprijs" del Consejo Holandés de Investigación Científica (premio Triumph). En 2006, su libro The Politics of Passion: Women's Sexual Culture in the Afro-Surinamese Diiaspora tuvo excelentes críticas y fue galardonada con el Premio Ruth Benedict 2007 de la Asociación Americana de Antropología. Wekker dio la Conferencia Mosse 2009, titulada Van Homo Nostalgie en betere tijden. Multiculturaliteit en postkolonialiteit (Sobre nostalgia gay y mejores tiempos. Multiculturalismo y poscolonialismo ).
En 2011, comenzó un año sabático para trabajar en el Instituto de Estudios Avanzados de los Países Bajos en un proyecto de investigación, que finalizó con la publicación en 2016 de White Innocence: Paradoxes of Colonialism and Race.

## Trabajos seleccionados
- Wekker, Gloria (1986). Oog in oog: over het werk van Audre Lorde (en dutch). Utrecht, The Netherlands: Savannah Bay.
- Wekker, Gloria; Wekker, Herman (1990). 'Coming in from the cold': linguistic and socio-cultural aspects of the translation of Black English Vernacular literary texts into Surinamese Dutch (en dutch). Leiden, The Netherlands: Vakgroep Engels.
- Wekker, Gloria (1992). "I am gold money": (I pass through all hands, but I do not lose my value): the construction of selves, gender and sexualities in a female working class, Afro-Surinamese setting (Ph.D.). University of California, Los Angeles.
- Wekker, Gloria (1994). Ik ben een gouden munt, ik ga door vele handen, maar verlies mijn waarde niet: subjectiviteit en seksualiteit van Creoolse volksklasse vrouwen in Paramaribo (en dutch). Amsterdam, The Netherlands: VITA.
- Wekker, Gloria (1997). «One finger does not drink okra soup: Afro-Surinamese women and critical agency». Feminist Genealogies, Colonial Legacies, Democratic Futures (New York, NY: Routledge): 330-352.
- Wekker, Gloria (1998). «Thamyris». Feminist Genealogies, Colonial Legacies, Democratic Futures (Leiden, The Netherlands: Brill Publishers) 5 (1): 105-129.
- Wekker, Gloria (2001). «Mati-ism and black lesbianism: two idealtypical expressions of female homosexuality in black communities of the diaspora».  En Constantine-Simms, ed. The Greatest Taboo: Homosexuality in Black Communities. Los Angeles, California: Alyson Books. pp. 149–162. ISBN 978-1-55583-564-4.
- Wekker, Gloria (2002). Nesten bouwen op een winderige plek : denken over gender en etniciteit in Nederland (en dutch). Utrecht, The Netherlands: Universiteit Utrecht, Faculteit der Letteren. ISBN 978-907-6-91223-3.
- Wekker, Gloria (2001). Of mimic men and unruly women: exploring sexuality and gender in Surinamese family systems. Cave Hill, Barbados: University of the West Indies.
- Wekker, Gloria (2006). The Politics of Passion: Women's Sexual Culture in the Afro-Surinamese Diaspora. New York, New York: Columbia University Press. ISBN 978-0-231-13162-9.
- Wekker, Gloria (2009). «Afro-Surinamese women's sexual culture and the long shadows of the past».  En Barrow; Bruin, eds. Sexuality, Social Exclusion & Human Rights: Vulnerability in the Caribbean Context of HIV. Kingston, Jamaica: Ian Randle Publishers. pp. 192-214. ISBN 978-976-637-395-5.
- Wekker, Gloria (2016). White Innocence: Paradoxes of Colonialism and Race. Durham, North Carolina: Duke University Press.